# Студиты (Украинская грекокатолическая церковь)

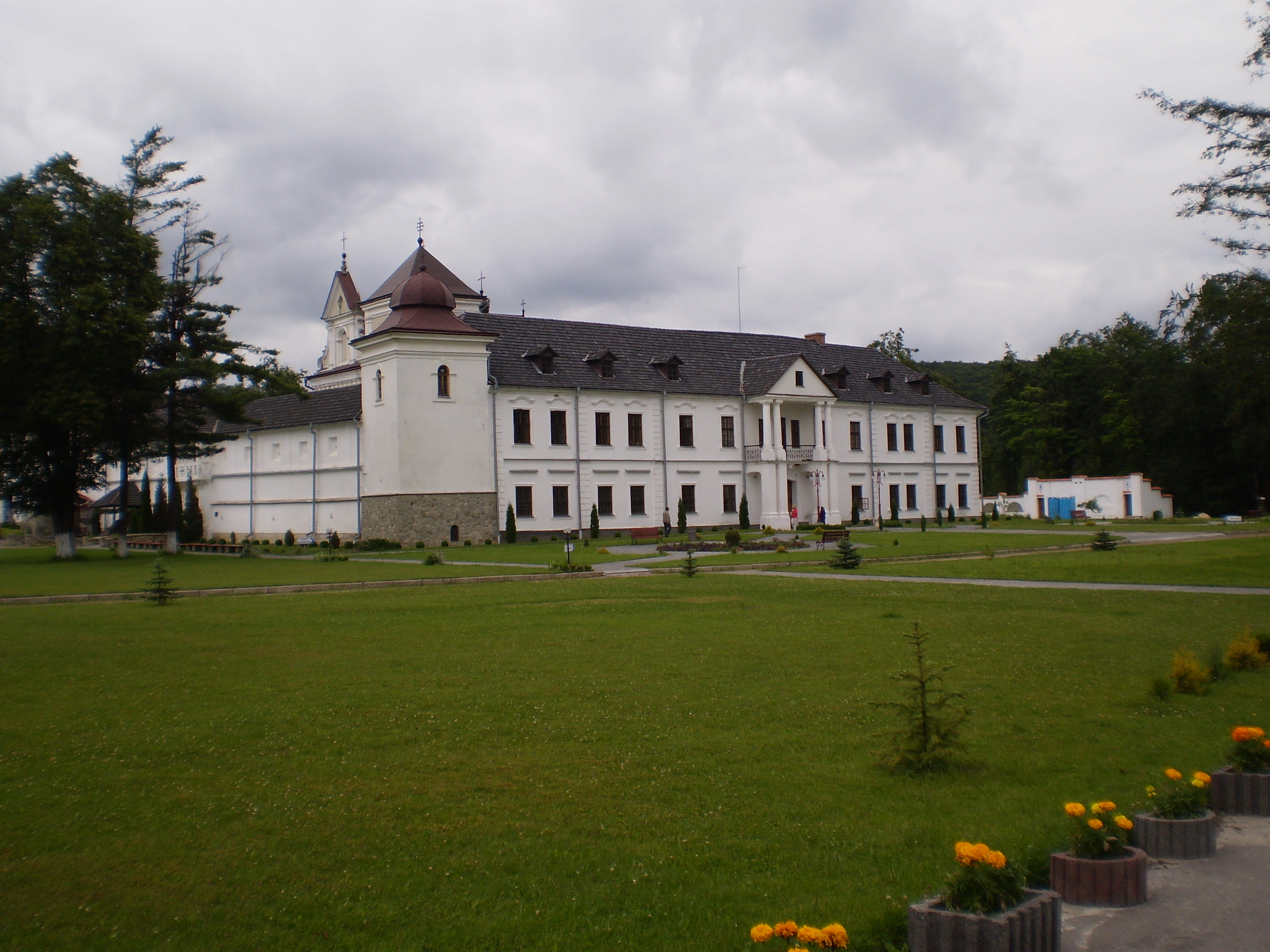
Уневская лавра, духовный центр украинских студитов

Студи́ты (полное название «Монахи Студитского устава», лат. Monachi e Regula Studitarum, укр. Монахи Студитського Уставу, M.S.U.) — монашеское объединение в составе Украинской грекокатолической церкви, члены которого живут по Студийскому уставу, разработанному в IX веке Феодором Студитом.

## История
Студийский устав был введён Феодосием Печерским около 1070 года в Киево-Печерской лавре, откуда он распространился и в другие монастыри Руси. Студийский устав сохранялся в Русской церкви до XIV века, когда начал уступать иерусалимскому, но в некоторых монастырях он действовал до XVIII века. В монастырях УГКЦ с момента Брестской унии и до конца XIX века студийский устав не применялся.
В конце XIX века в Галиции началось движение, выступавшее за обновление монашеской жизни и создание студитских монастырей. Датой основания монашеского объединения считается 22 сентября 1898 года. Первый полноценный монастырь студийского устава появился в 1904 году в Скнилове, недалеко от Львова. Студитское движение было поддержано митрополитом Андреем Шептицким, который в 1906 году совместно со своим братом Климентием Шептицким написал для нового монастыря устав — «Типикон Студитской лавры св. Антония Печерского в Скнилове». В Первую мировую войну монастырь в Скнилове был разорён, Андрей Шептицкий передал монахам-студитам в 1919 году Уневскую лавру. С этого момента Унев стал духовным центром студитов УГКЦ, главным настоятелем был митрополит Андрей Шептицкий с титулом архимандрита, после его смерти монахов возглавлял брат митрополита Климентий Шептицкий. В 1939 году у украинских студитов было 8 монастырей, общее число монахов составляло 196 человек.
Присоединение Западной Украины к СССР и Вторая мировая война прервали развитие ордена. После незаконного по церковным канонам Львовского собора, на котором было принято решение о ликвидации УГКЦ, большая часть монахов-студитов была репрессирована, включая главного настоятеля Климентия Шептицкого. В послевоенное время студитские общины существовали только в подполье и среди украинской диаспоры.
В 1951 году небольшая группа украинских студитов, которым удалось эмигрировать на Запад, основала студитский монастырь в Вудстоке (Канада). В 1963 году из советской тюрьмы был освобождён Верховный архиепископ УГКЦ Иосиф Слипый, который после своего переезда в Италию основал студитский монастырь в Кастель-Гандольфо.
После распада СССР Украинская грекокатолическая церковь вышла из подполья и смогла восстановить свои структуры. В 1991 году монахам-студитам была возвращена Уневская лавра, позднее был основан монастырь в Яремче.
В 2001 году архимандрит Климентий (Шептицкий) был причислен к лику блаженных. Студиты готовили процессы по беатификации Климентия Шептицкого и апостольского экзарха Российской грекокатолической церкви Леонида Фёдорова, который также в 1913 году принял иноческий постриг у студитов.

## Современное состояние
По данным на 2015 год существуют 8 монастырей на Украине, в Канаде и Италии, которые суммарно насчитывают 92 монаха-студита. На Украине действуют два монастыря — Уневская лавра и монастырь в Яремче.
Студиты на Украине занимаются катехизацией детей и юношества, ежегодно студитская обитель в Яремче принимает 200 детей из Чернобыльской зоны, занимаются сельским хозяйством и издательской деятельностью.
С 29 апреля 2015 года игуменом Уневский лавры и главой студитов УГКЦ является Илья Мамчак.